# Badr Boulahroud
Badr Boulahroud (in arabo بدر بولهرود‎?; Rabat, 21 aprile 1993) è un calciatore marocchino, centrocampista del Renaissance Zemamra.

## Palmarès

### Club

#### Competizioni nazionali
- Coppa del Marocco: 1

FUS Rabat: 2013-2014
- Campionato marocchino: 1

FUS Rabat: 2015-2016

### Nazionale
- Campionato delle Nazioni Africane: 1

2018